# Kompozitní materiál

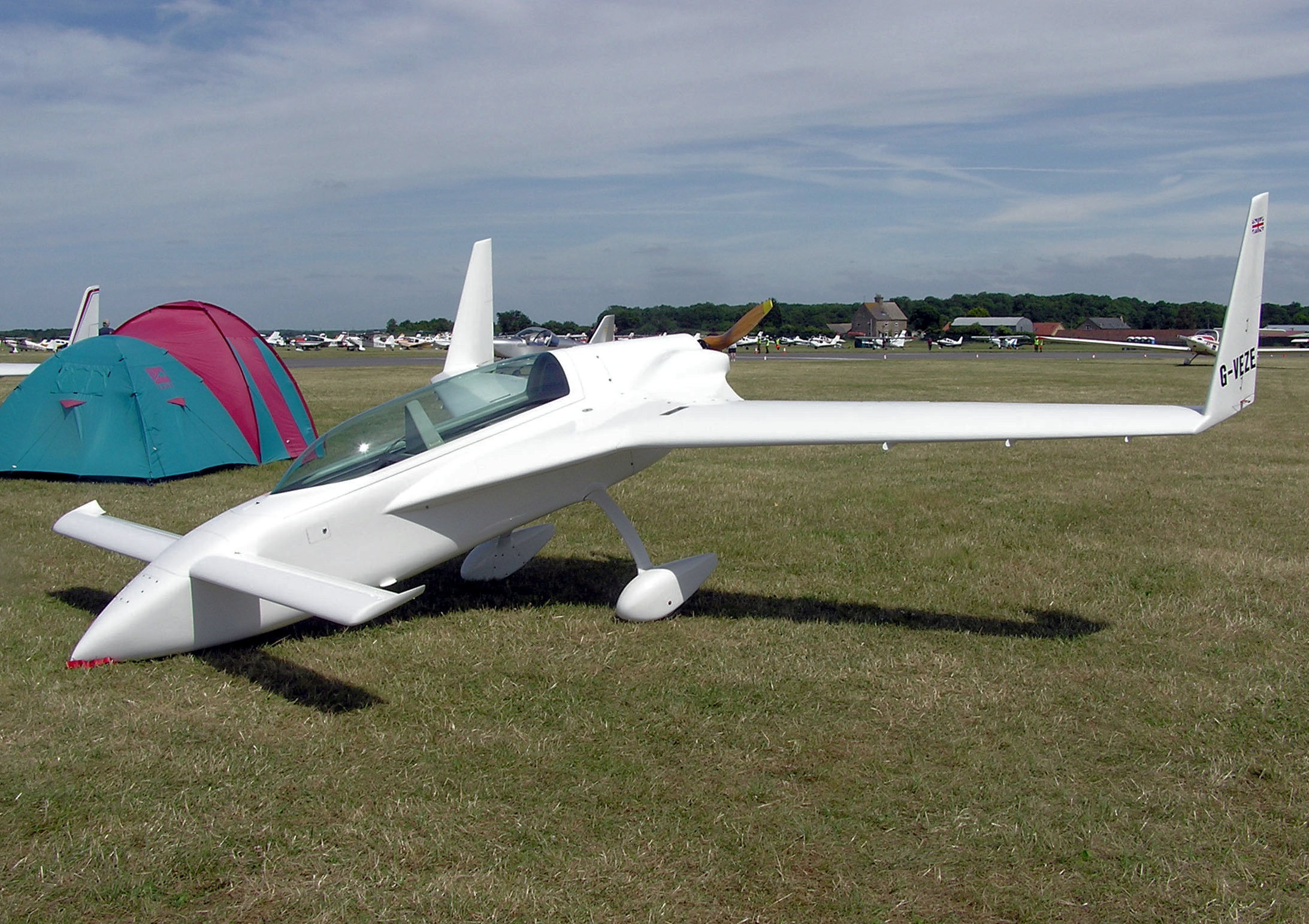
Miniletadlo VariEze, postavené z kompozitních materiálů

Kompozitní materiál, nebo zkráceně kompozit, je materiál složený nejméně ze dvou složek s výrazně rozdílnými vlastnostmi. Kompozitní materiál má nové vlastnosti, které nemá sama o sobě žádná z jeho složek.

## Historie
Kompozitní materiály byly používány již v pravěku. Konstrukce z proutí (košatina) pokrytá hlínou (mazanicí) tvořila stěny pravěkých obydlí. Ve středověku tento materiál sloužil jako levná alternativa pro hospodářské stavby a obydlí chudiny. Použitá hlína byla vylepšována vláknitou výztuží ze slámy, plev nebo chlupů. Vepřovice, tj. nepálené cihly z hlíny vyztužené slámou nebo jiným vláknitým materiálem, jsou známy již 10 000 let. Jsou však používány i v současnosti v ekologickém stavitelství, protože mají minimální energetickou náročnost výroby a ekologickou stopu. Stejný materiál – hlína vyztužená slámou – se používá i k výrobě dusaného zdiva.
Materiál podobný překližce – slepené vrstvy dřeva kladené v různých směrech je znám již ze starověké Mezopotámie. Dýhy ze vzácných dřevin používali starověcí Egypťané na povrchovou úpravu rakví, pravděpodobně kvůli úspoře nákladů nebo obtížné dostupnosti kvalitnějšího dřeva.

## Příklady
Jedním z nejznámějších kompozitních materiálů je železobeton, kompozit z ocelových drátů a betonu (samotný beton je přitom kompozit z kameniva a cementu a byl znám již ve starověkém Římě), dalším známým zástupcem je skelný laminát, kompozit ze skleněných vláken a pryskyřice, obvykle polyesterové. Hojně užívaný kompozitní materiál je asfaltová směs na výrobu povrchu komunikací.
Dalšími zástupci jsou kompozity z vláken uhlíkových a aramidových, ze kterých se vyrábějí extrémně pevné a lehké díly pro konstrukce letadel a raket, užití mají i v automobilovém průmyslu a v ozbrojených složkách (neprůstřelné vesty).
Obvykle jedna ze součástí dodává výrobku pevnost a druhá slouží jako pojivo.
Přednosti kompozitních materiálů tkví zpravidla především v jejich hmotnosti. Oproti tradičním ocelovým součástem mají i při větším objemu stále podstatně nižší hmotnost, což usnadňuje jejich přepravu a rychlou a snadnou montáž a demontáž. Kompozitní materiály se výrazněji nedeformují (jejich mez elasticity odpovídá mezi pevnosti). Mají velmi vysokou mez únavy a jsou stabilní a spolehlivé. Kompozitní materiály mají výbornou ohnivzdornost v porovnání s lehkými slitinami, nicméně výpary mohou být toxické. Nevýhodou kompozitních materiálů s epoxidovou matricí může být citlivost na ředidla. Jiné běžné chemikálie užívané ve strojích jako oleje, plastická maziva, rozpouštědla, barvy či ropa kompozity nepoškozují. Kompozity stárnou v závislosti na vlhkosti a teplotě.
Vyrábí se i třísložkové kompozity, které tvoří nosná složka (vlákna, střiž, tkanina, termoplastická fólie), pojivo (reaktoplastické a termoplastické pryskyřice, kaučuky) a plnivo (anorganické – slída, křemen, sklo; organické – dřevěná moučka).
Nežádoucí může být nasákavost kompozitů. Kromě vynikajících mechanických a pevnostních charakteristik mají kompozitní materiály absolutní odolnost proti korozi i v agresivním prostředí, včetně UV záření, a výborné tepelně izolační vlastnosti. Kompozitní materiály jsou stálobarevné a laminátové konstrukce jsou prověřeny dlouhodobým provozem. Variabilita tvarů a barev bez omezení umožňuje dokonalé přizpůsobení specifiku dané stavební struktury.